# Vuongelulkejaure
Vuongelulkejaure är en sjö i Strömsunds kommun i Jämtland och ingår i Ångermanälvens huvudavrinningsområde. Sjön har en area på 0,189 kvadratkilometer och ligger 788,6 meter över havet. Vuongelulkejaure ligger i Frostvikenfjällen Natura 2000-område.

## Delavrinningsområde
Vuongelulkejaure ingår i det delavrinningsområde (716582-143943) som SMHI kallar för Utloppet av Vuongelulkejaure. Medelhöjden är 823 meter över havet och ytan är 1,32 kvadratkilometer. Det finns inga avrinningsområden uppströms utan avrinningsområdet är högsta punkten. Vattendraget som avvattnar avrinningsområdet har biflödesordning 6, vilket innebär att vattnet flödar genom totalt 6 vattendrag innan det når havet efter 300 kilometer. Avrinningsområdet består mestadels av kalfjäll (83 procent). Avrinningsområdet har 0,21 kvadratkilometer vattenytor vilket ger det en sjöprocent på 16,1 procent.